# JR西日本福知山メンテック
株式会社JR西日本福知山メンテック（ジェイアールにしにほんふくちやまメンテック）は、かつて京都府福知山市に本社を置いていた西日本旅客鉄道（JR西日本）のグループ会社である。

## 事業内容
- 福知山支社管内の駅業務受託
  - 山陰本線 - 八鹿駅、江原駅、香住駅、浜坂駅
  - 福知山線 - 広野駅、相野駅、谷川駅、黒井駅
  - 播但線 - 野里駅、仁豊野駅、香呂駅、溝口駅
- 車両清掃業務
- 構内入換業務
- 車両分割併結作業
- 駅フロント業務
- 車内改札業務
- 清掃・ビル管理業務
- 指定管理者業務
- 喫茶店業務
  - 福知山駅内にある喫茶店「Cafe北都」（閉店済み）の営業
- 駅レンタカー業務
- 受付業務
- 警備業務

## 沿革
- 1981年（昭和56年）2月28日 - 福鉄開発株式会社創立
- 1996年（平成8年）7月1日 - 商号を株式会社ジェイアール西日本福知山メンテックと改称
- 2018年（平成30年）7月1日 - 商号を株式会社JR西日本福知山メンテックと改称
- 2021年（令和3年）7月1日 - 株式会社JR西日本メンテックと合併。駅業務は株式会社JR西日本交通サービス（福知山線・播但線）と西日本旅客鉄道株式会社（山陰本線）に移管

## 事業所
- 本社 - 京都府福知山市駅前町428
- 豊岡支店 - 兵庫県豊岡市大手町3-40
- 運輸第一センター - 京都府福知山市天田大橋209-6
- 運輸第二センター - 京都府福知山市天田大橋209-6
- 福知山営業所 - 京都府福知山市天田大橋209-6
- 電車営業所 - 京都府福知山市半田31-2
- 舞鶴営業所 - 京都府舞鶴市伊佐津コモイケ西244
- 豊岡営業所 - 兵庫県豊岡市大手町3-40
- 福知山ビルメン営業所 - 京都府福知山市天田生念塚309-3
- 綾部ビルメン営業所 - 京都府綾部市綾中町花ノ木30
- カフェ北都 - 京都府福知山市天田段畑262 JR福知山駅内